# ¡Viva el Duque, nuestro dueño!
¡Viva el Duque, nuestro dueño! es una obra de teatro de José Luis Alonso de Santos, estrenada en 1975.

## Argumento
Ambientada en la España de 1680, un grupo de cómicos ensaya una pieza de teatro que habrán de representar ante el Duque de Simancas. Esta actuación les aliviará, siquiera momentáneamente, de la profunda miseria en la que viven. En el último momento, sin embargo, el Duque les notifica a través de un mensajero que para las fiestas de ese año ha decidido que se organice una corrida de toros y que quizá el próximo año cuente con los servicios de la compañía teatral.

## Estreno
- Pequeño Teatro Magallanes, Madrid, 15 de diciembre de 1975. 
  - Dirección: José Luis Alonso de Santos.
  - Intérpretes: Grupo Teatro Libre.